# СПМ (пожарная машина)
СПМ (от специальная пожарная машина) — гусеничная пожарная машина на базе шасси танка Т-80. 

## Задачи
Специальная пожарная машина предназначена для тушения пожаров и проведения аварийно-спасательных работ на складах, арсеналах и базах хранения взрывчатых и горючих веществ, расчистки проходов к очагам пожаров, прокладки противопожарных полос во время лесных возгораний. 

## Описание
СПМ обеспечивает защиту экипажа от разлетающихся осколков при наземном подрыве 152-мм ОФС на удалении 5 м от машины. Экипаж машины 3 человека. Масса не более 60 т. Объём перевозимой воды для пожаротушения составляет 25 м³, которую СПМ может подавать на дальность 100 метров. Производительность подачи жидкости через ствол порядка 100 л/с. Скорость СПМ по шоссе при полной массе 40 км/ч. Запас хода не менее 250 км. Кабина имеет бронирование и рассчитана на трёх человек.